# Militärbegravning

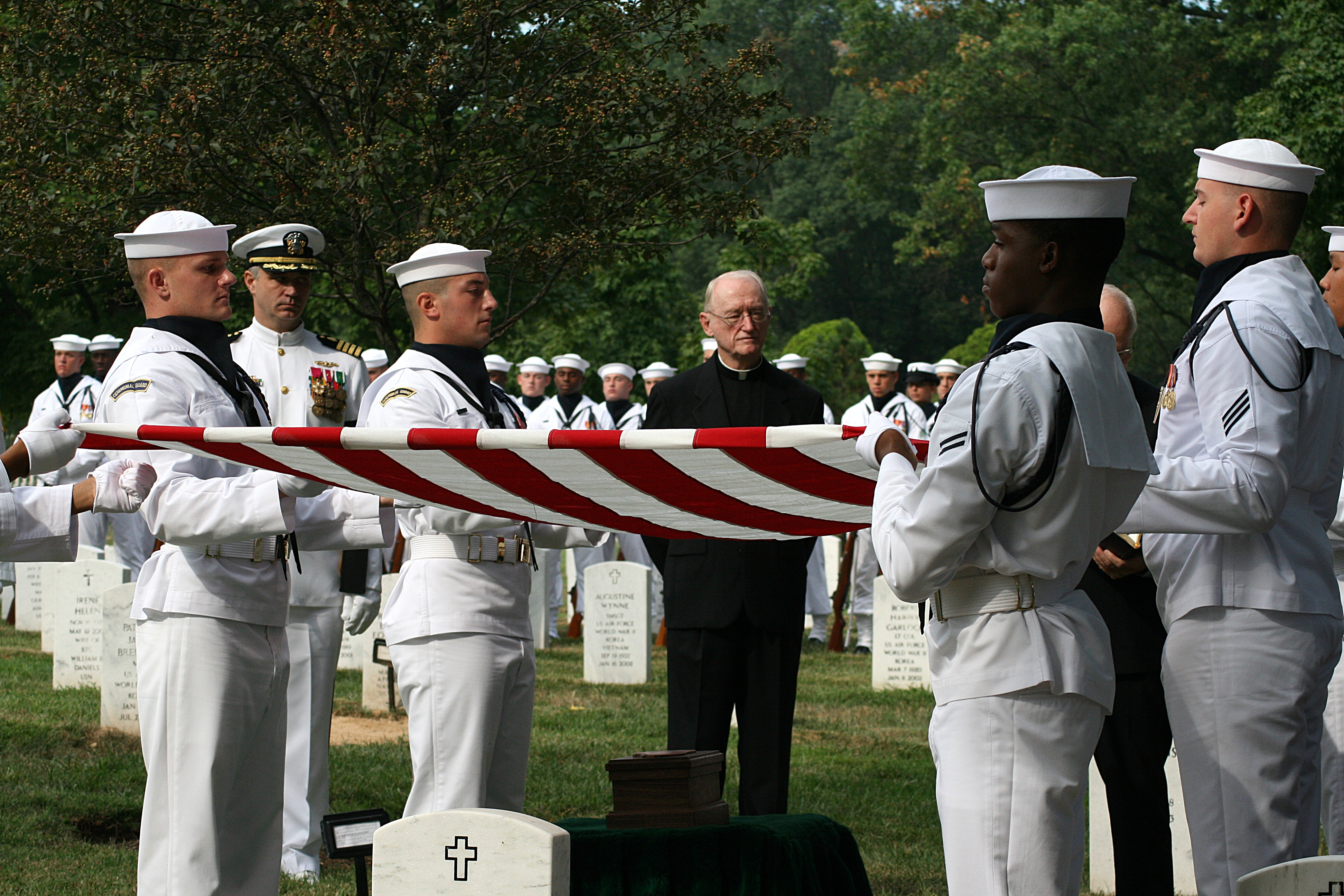
Amerikansk militärbegravning på Arlington National Cemetery 2009.

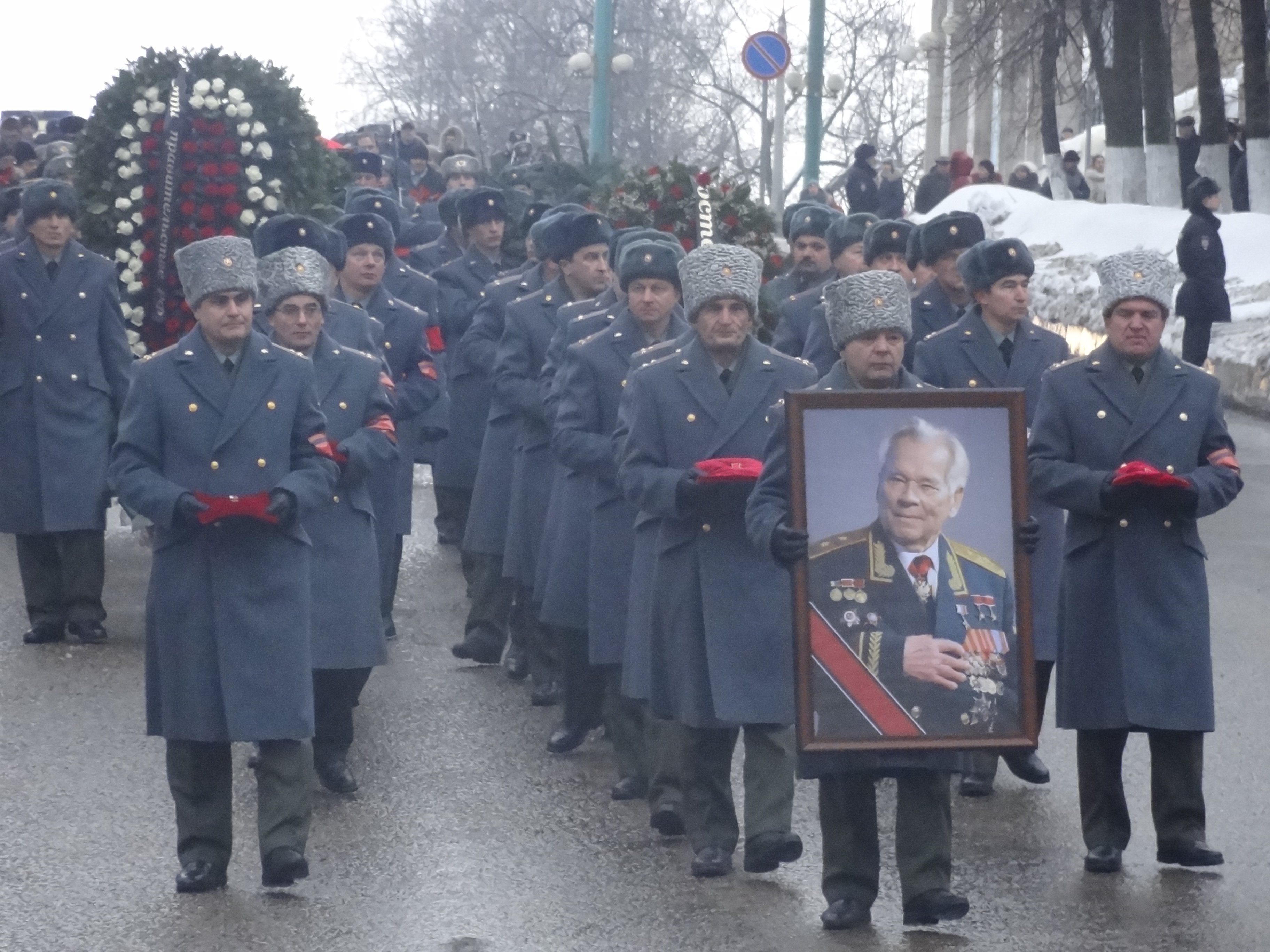
Rysk militärbegravning av Michail Kalasjnikov.

En militärbegravning är en begravning inom militären, oftast när den döde dött i tjänst, eller varit anställd i militären. Den kan utföras på en krigskyrkogård, förrättad av en militärpräst och avslutas ofta med en honnörssalva.

## Sverige
En Militärbegravning är i Sverige en begravning som är möjlig för den som förolyckas eller stupar i tjänsten inom Försvarsmakten, alltså för personer som är verksamma inom det svenska militära försvaret.

## Ryssland

### Berättigade
I Ryssland tillkommer en militärbegravning följande kategorier avlidna.
- Stupade vid Fosterlandets försvar
- Militärer vilka dött i tjänsten eller sedan de pensionerats, om de har tjänstgjort minst tjugo år
- Sovjetunionens hjältar
- Ryska federationens hjältar
- Personer vilka förlänats Ärans orden
- Krigsinvalider och krigsveteraner
- Militärveteraner, som innehade offentliga ämbeten i Ryska federationen
- Medborgare som gjort staten särskilda tjänster

### Genomförande
Kistan förs till begravningsplatsen på ett särskilt fordon eller på en lavett. Den är svept i nationalflaggan med den dödes huvudbonad placerad ovanpå. Kistan eskorteras av en trupp i storlek från grupp till kompani. Vid graven paraderar en hedersvakt och en militärmusikkår i sorgeuniform. Vid en kort procession bär den militära eskorten den dödes dekorationer och medaljer. Under begravningsakten spelas nationalsången och efteråt skjuts tre salvor med gevär eller artilleri.